# María Ana Acevedo
María Ana Acevedo (Lisboa, 5 de octubre de 1623-8 de diciembre de 1695) fue una religiosa y escritora del siglo XVII.

## Biografía
Natural de Lisboa, nació el 5 de octubre de 1623. También se la conocía por el nombre de María Ana de la Purificación. Ingresó en el convento de las carmelitas de Beja en el año 1663. Allí desempeñaría años más tarde el cargo de priora.
Escribió una Relación de vida y favores divinos, varias epístolas espirituales y también poemas, si bien no hay constancia —al menos, Serrano y Sanz, como admite en sus Apuntes para una biblioteca de escritoras españolas desde el año 1401 al 1833, no la tiene— de que fueran publicados.
Falleció el 8 de diciembre de 1695, a los 72 años.